# مهره‌های دمی
مهره‌های دمی (به انگلیسی: Caudal vertebrae) مهره‌های دم در بسیاری از مهره‌داران هستند. در پرندگان، چند مهره آخر دمی به دمچه می‌پیوندند و در میمون‌ها، از جمله انسان، مهره‌های دمی به دنبالچه می‌پیوندند.
در بسیاری از خزندگان، برخی از مهره‌های دمی دارای دنده‌ها، دنده‌های دمی هستند، اگرچه این مهره‌ها اغلب با مهره‌ها ترکیب می‌شوند.
مهره‌های دمی اغلب با کمان‌های همال به صورت شکمی مفصل می‌شوند.
تعداد مهره‌های دمی در جانوران می‌تواند بسیار متفاوت باشد. گزارش شده است که مارمولک‌های بی‌دست‌وپا دارای ۱۱۱ مهره دمی هستند، در حالی که تعداد کمی از مهره‌های آن در دم مفلوک‌سگ ددکمان آغازین وجود دارد.
در پولک‌خزندگان و ریشه‌بینیان، مهره‌های دمی دارای صفحه‌های شکستگی در طول وسط هستند که امکان خودبری دمی را فراهم می‌کند.
در قورباغه‌ها، چند مهره دمی با هم جوش‌خورده و بخشی از urostyle را تشکیل می‌دهند.